# Ferdinand Wussin

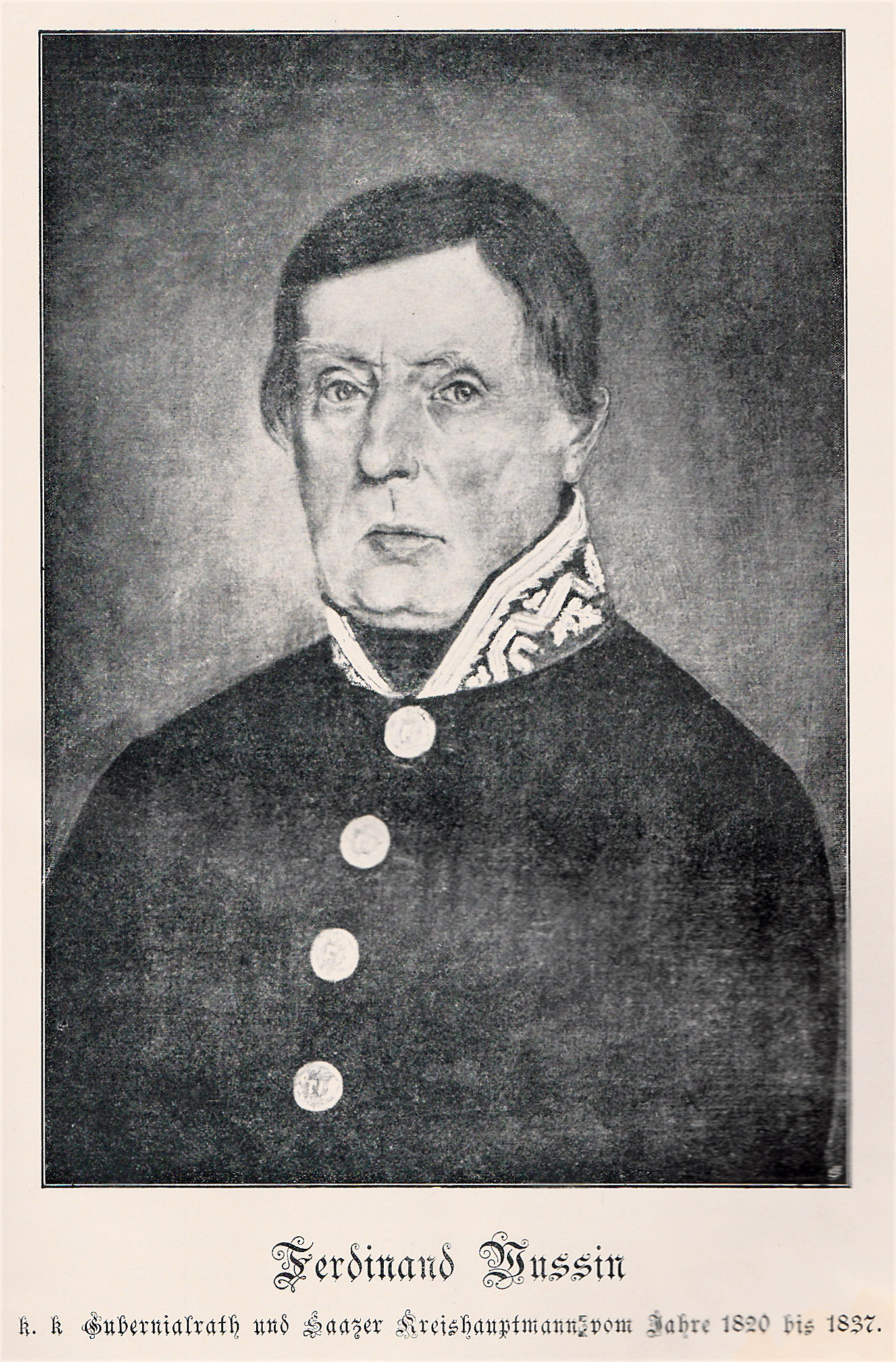
Kreishauptmann Ferdinand Wussin

Ferdinand Wussin (* 1770 in Welwarn; † 2. Dezember 1848 in Brüx) war ein österreichischer Verwaltungsbeamter, k. k. Gubernialrat und Kreishauptmann des Saazer Kreises.
Nach dem Studium der Rechtswissenschaften trat Ferdinand Wussin 1796 in den österreichischen Staatsdienst ein. Er begann in der böhmischen Kammerkanzlei des k. k. Directoriums. Um 1800 wurde er Kreissekretär des Elbogenener Kreises. Ab 1805 war er Kreiskommissar im Rakonitzer Kreis und ab 1809 im Caslauer Kreis. Hier war er 1815 während des russischen Feldzugs durch Böhmen gegen Napoleon für die Ernährung der Russischen Armee verantwortlich. Seine größten Erfolge verzeichnete er als Kreishauptmann des Saazer Kreises von 1820 bis 1837. 
Nach 17 Jahren im Amt des Kreishauptmannes trat Wussin am 30. Juni 1837 in den Ruhestand.
Seine Verdienste lagen insbesondere bei der Unterstützung auf den Gebieten der Wirtschaft, bei der Gründung neuer Fabriken, beim Bau neuer Straßen, beim Ausbau der Wasserversorgung und Kanalisation, bei der Pflasterung von Straßen in den Städten, der Anlage von Parks und Alleen und dem Ausbau von Kasernen (z. B. in Postelberg (Postoloprty)). 

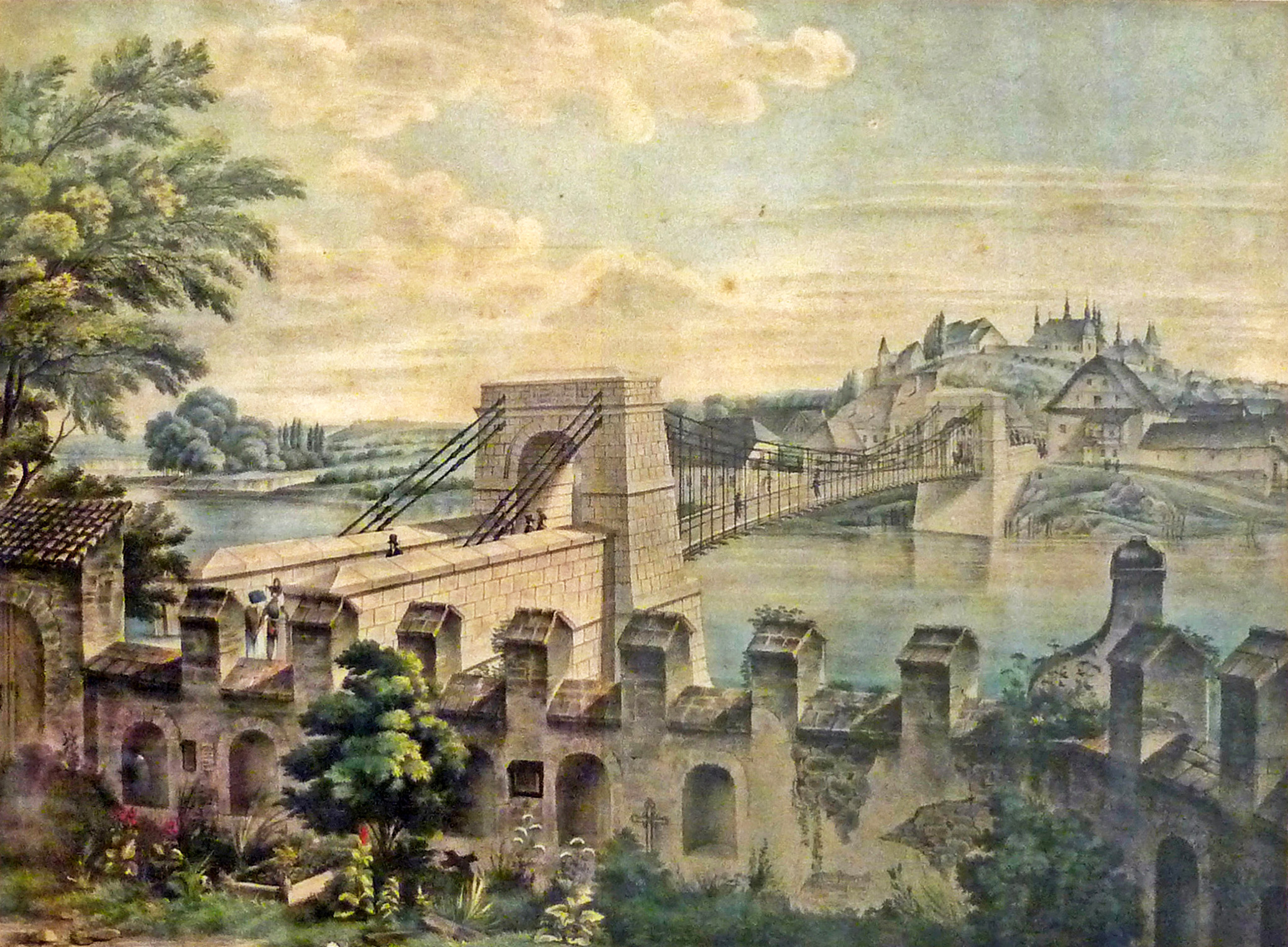
Ehemalige Kettenbrücke in Saaz (1826–1891) von F. Schnirch

Wussin förderte im Rahmen der sogenannten „Stadt-Verschönerung“ ab 1821 den Abriss der Stadtmauer und Stadttore und die Errichtung von Parkanlagen und Alleen, z. B. der nach ihm benannten Wussingasse im Süden der Stadt. 
In den 1820er Jahren begann auf Initiative des Kreishauptmanns Wussin auch der Bau einer Straße von Saaz (Žatec) über Reitschowes (Radíčeves), Podersam (Podbořany) nach Buchau (Bochov) in Richtung Karlsbad. Danach erfolgte der Ausbau der Straße über Schießelitz (Žiželice) nach Brüx (Most) in Richtung Teplitz. Dies waren die Vorläufer der späteren sogenannten Ärarialstraßen, die vom Staat errichtet und unterhalten wurden. 
Dazu musste in Saaz eine neue Brücke über die Eger gebaut werden, wiederum mit Unterstützung des Staates und des Kreisamtes. Diese Brücke wurde als Kettenbrücke über die Eger in den Jahren 1826/27 von Friedrich Schnirch errichtet und wurde bis in die 1890er Jahre genutzt. 
Im Jahr 1828 wurde Wussin Ehrenbürger von Saaz. 
In den 1830er Jahren konnte Ferdinand Wussin weitere Verdienste um die „Verschönerung“ der Stadt Saaz verbuchen. Mit Unterstützung des Bürgermeisters Josef Hoffmann und des Bezirkskommissars Wolfgang Julius von Schönau (1783–1853) wurden Umbauten am Westhang unterhalb der Stadtmauer durchgeführt. Das gesamte Areal vom Liebotschnaer Tor (Libočanská bránka) bis zum Priestertor (Kněžská brána) wurde umgestaltet und die sogenannten Schönau’schen Anlagen errichtet. Ab 1834/35 wurde das alte Tscheraditzer Tor (Čeradická brána) abgerissen und ein weiterer Park in der Tscheraditzer Rachel angelegt.
Seinen Lebensabend verbrachte Ferdinand Wussin in Brüx, wo er 1848 starb. Nach ihm war von 1923 bis 1945 die Wussinallee in Saaz benannt (jetzt Komenského alej).